# 梧里站
梧里站（：／ Ori yeok */?）是水仁·盆唐線沿線的一座地下車站，位於韓國京畿道城南市盆唐區九美洞。

## 車站結構
站體為2面4線雙島式月台的地下車站，內側月台設有月台幕門。

### 月台配置
| ↑ 美金          |
| ４３ \| ２１ \| |
| 竹田 ↓          |

| 月台 | 路線                   | 目的地                               |
| ---- | ---------------------- | ------------------------------------ |
| 1    | ●首都圈電鐵水仁·盆唐線 | 不使用                               |
| 2    | ●首都圈電鐵水仁·盆唐線 | 竹田、器興、網浦、水原、仁川方向     |
| 3    | ●首都圈電鐵水仁·盆唐線 | 美金、書峴、牡丹、宣靖陵、往十里方向 |
| 4    | ●首都圈電鐵水仁·盆唐線 | 不使用                               |

## 车站周边
- 九美小学
- 城南邮政局

## 历史
- 1994年9月1日 - 落成。

## 相鄰車站
韓國鐵道公社
●首都圈電鐵水仁·盆唐線
盆唐急行、緩行
美金（K231）－梧里（K232）－竹田（K233）